# Robiquetia mooreana
Robiquetia mooreana là một loài thực vật có hoa trong họ Lan. Loài này được (Rolfe) J.J.Sm. miêu tả khoa học đầu tiên năm 1912.

## Hình ảnh

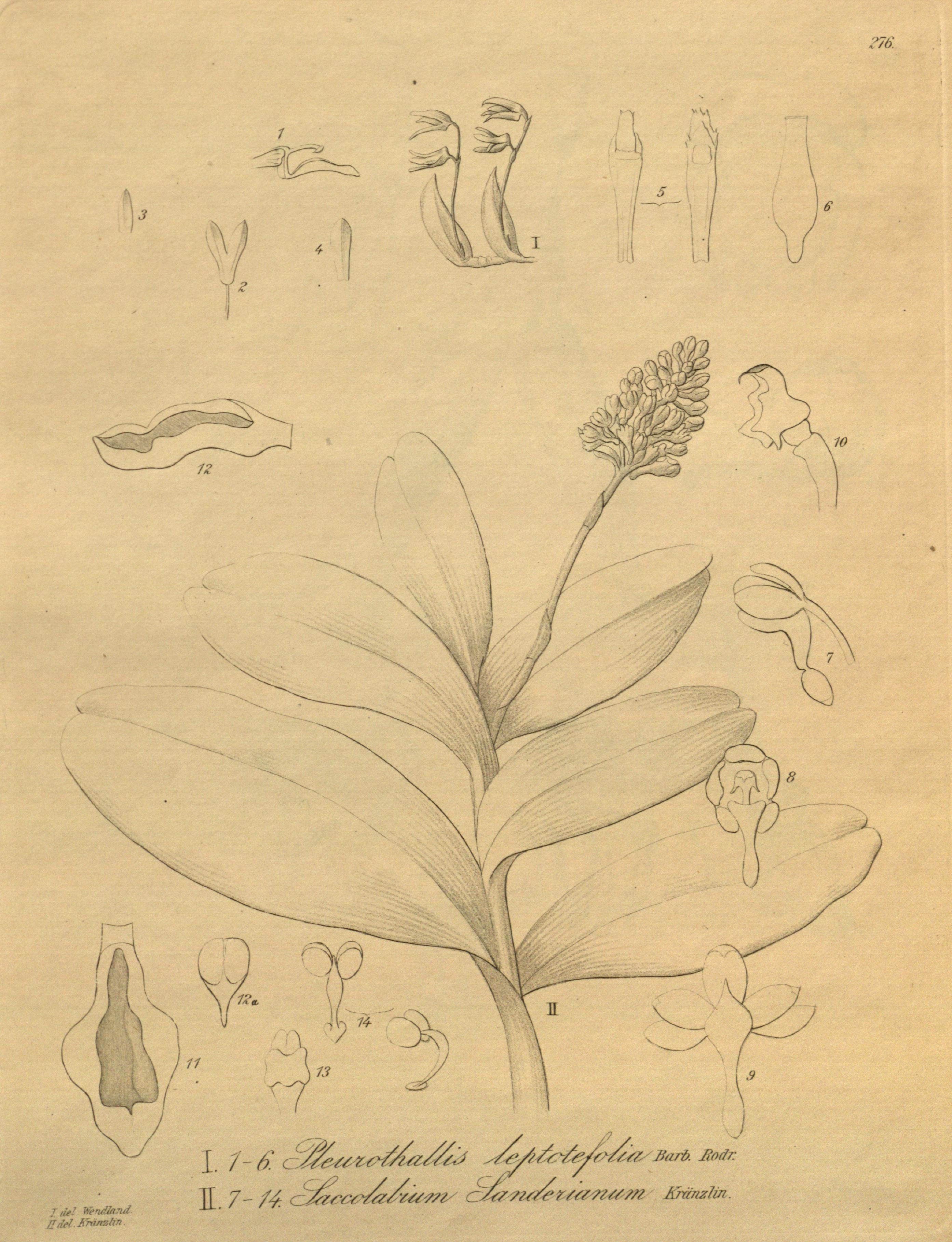